# Red espresso

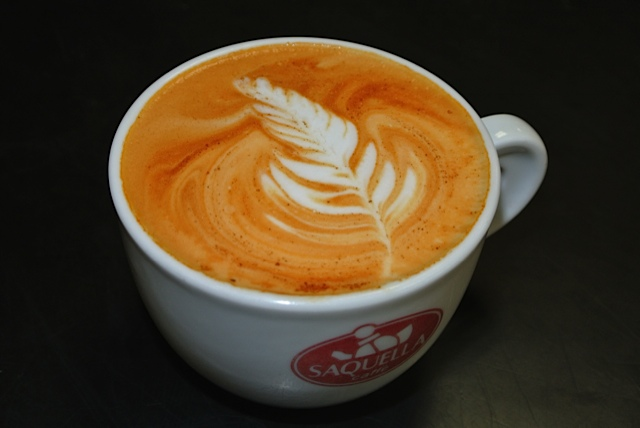
Šálek s red cappuccinem

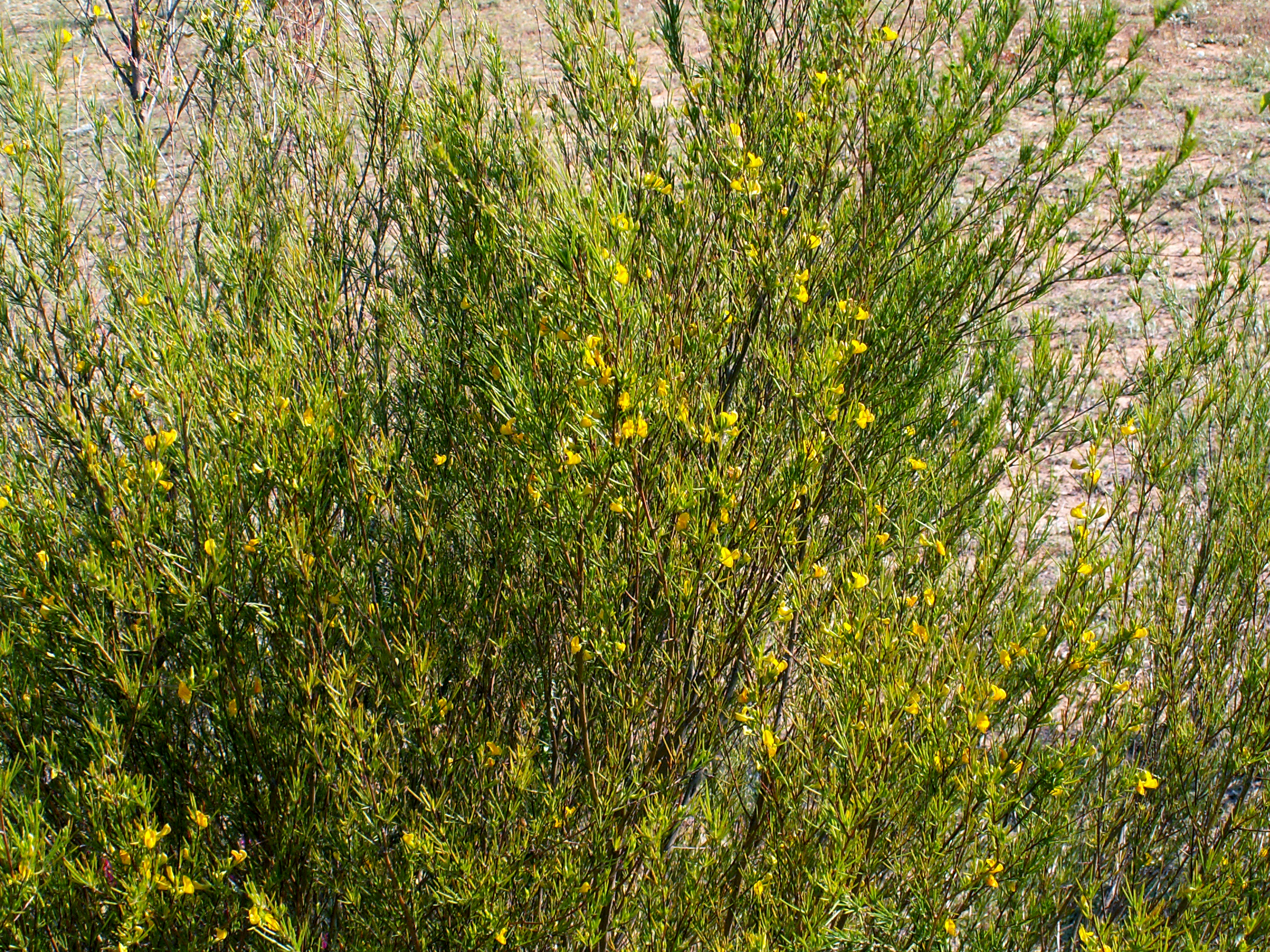
Čajovníkovec kapský

Red espresso je nápoj vyráběný podobným postupem jako espresso, nikoli však z kávy, ale ze speciálně namletého a upraženého keře rooibos.
Red espresso bylo vynalezeno v roce 2005, kdy si Carl Pretorius uvědomil, že v zájmu svého zdraví nemůže vypít šest espress denně. Přemýšlel, jak to udělat. Káva bez kofeinu ani čaj nebyly nápoji dle jeho představ. Měl doma rooibos. Dal ho do kávovaru a připravil si espresso. Výsledek ho překvapil a věděl, že jde správným směrem. Hledal vhodný postup, pro zpracování suroviny, zkoušel ji pražit a mlít. Jeho úsilí bylo završeno nápojem s chutí dle jeho představ. Se svým nápadem se svěřil manželům Ethelstonovým – Peteovi a Monique. Spolu s nimi založil společnost red espresso, která Carlův vynález zrealizovala.

## Rooibos
Rooibos je jediná surovina red espressa. Je to nápoj, připravovaný z keře nazývaného čajovníkovec kapský (Aspalathus linearis) z čeledi bobovitých. Ve svém domově, v Jihoafrické republice, je rooibos oblíbený již několik generací. Rooibos roste přirozeně pouze na malém území v Cederbergu, v provincii Západní Kapsko. Rostlina se vysazuje v únoru až březnu. První sklizeň je za půl roku. Poté se sbírá do vaků a drtí se. Listy procházejí oxidací a získávají výraznou červenohnědou (rudou) barvu. Tato výrazná barva vedla k jeho názvu v afrikánštině „rooibos“, což v překladu znamená „červený keř“.

## Ocenění
- Nový výrobek roku 2006 (JAR)
- SCAA Nejlepší novinka speciální nápoje 2008/9 (USA)
- Top 10 nových výrobků World Tea Expo  2008 (USA)
- IUFoST Global Food Award pro inovace 2008 (Shanghai)
- Sunday Times Marketing Excellence Award 2009 (JAR)

## Možné nápoje z red espressa
- Espresso
- Cappuccino
- Latté
- Americano
- různé nealko a alko drinky